# Yves Renouard
Pour les articles homonymes, voir Renouard.
Yves Renouard, né à Paris le 17 février 1908 et mort le 15 janvier 1965 dans la même ville, est un historien français.

## Biographie
Yves Renouard est le fils de Robert Renouard, commissionnaire en marchandises, et d'Henriette Bizouard. Marié à Françoise Lheureux, il est le père du diplomate François Renouard (époux d'Isabelle Renouard et père de Cécile Renouard).
Normalien, agrégé d'histoire et de géographie, docteur ès lettres, membre de l'École française de Rome.
Il entre à l'École normale supérieure (Ulm) en 1929 et en sort major de l'agrégation d'histoire en 1932. Après cinq années en Italie, dont deux à l'École française de Rome (1933-1934) et trois à l'Institut français de Florence (1935-1937), il arrive en 1937 à la Faculté de lettres de Bordeaux où il enseignera jusqu'en 1955 - sauf deux courtes interruptions, en 1939-40, pour s'engager et, en 1943-44, pour une suppléance à la Sorbonne - et dont il sera doyen à partir de 1945.
En 1948, il refonde avec Joseph Calmette (université de Toulouse) la revue archéologique, historique et philologique, les Annales du Midi.
De 1955 à sa mort prématurée le 15 janvier 1965, il est professeur à la Sorbonne.
À partir de 1955, il est également directeur de la Maison du Maroc à la Cité internationale universitaire de Paris. En 1961, il est co-directeur de la revue Le Moyen Âge et, en 1963-64, dirige le jury d'agrégation masculine d'histoire.

## Citations
« La ville médiévale commence avec la construction de la première muraille et cesse avec la destruction de la dernière muraille ». Cours d'Yves Renouard, coll. Regards sur l'histoire, dirigée par Victor L. Tapié, 1969

## Publications
- Les relations des papes d'Avignon et des compagnies bancaires de 1316 à 1378, Paris, E. de Boccard, 1941 (thèse de doctorat)
- Recherches sur les compagnies commerciales et bancaires utilisées par les papes avant le Grand schisme, Paris, PUF, 1942 (thèse de doctorat)
- Les Hommes d'affaires italiens du Moyen Âge, avec Bernard Guillemain, Paris, Colin, 1949
- Histoire ecclésiastique du Moyen Âge, Paris, PUF, 1954
- Paris, fonctions d'une capitale sous la dir. de Yves Renouard, Paris, Hachette, 1962
- La banque dans Florence au temps de Laurent le Magnifique, Paris, Hachette, 1965
- Bordeaux sous les rois d'Angleterre sous la direction de Yves Renouard avec la collaboration de Jacques Bernard, Pierre Capra, Jacques Gardelles, Bernard Guillemain et Jean-Paul Trabut-Cussac ; 1965 ; 586 p. ; 18 pl. hors texte, cartes et plans ; Tome III d'Histoire de Bordeaux en 8 volumes ; publiée sous la direction de Charles Higounet ; édité par Fédération historique du Sud-Ouest  [compte-rendu bibliographique]
- Études d'histoire médiévale, Paris, SEPVEN, 1968, 2 vol. (Publication posthume d'un recueil d'articles d'Yves Renouard)[5]
- Les villes d'Italie de la fin du Xe siècle au début du XIVe siècle, Paris, SEDES, rééd. 1969[6]
- « Information et transmission des nouvelles » dans L'histoire et ses méthodes, la Pléiade, Gallimard, 1969
- Memento d'histoire des civilisations du Néolithique à la fin du Moyen-Âge, Paris, Éditions Jean-Paul Gisserot, 2003
- La papauté à Avignon, Paris, coll. QSJ, PUF, 1954, rééd. Éditions Jean-Paul Gisserot, 2003  (ISBN 2-87747-748-7)
- Histoire médiévale d'Aquitaine, tome 1 : Institutions et relations franco-anglaises, Pau, PyréMonde-Princi, 2005
- Histoire médiévale d'Aquitaine, tome 2 : Vin et commerce du vin de Bordeaux, Pau, PyréMonde-Princi, 2005
- Histoire de Florence, Paris, coll. QSJ, PUF, 1962, rééd. Éditions Jean-Paul Gisserot, 2006
- Leçons sur l'unité française et les caractères généraux de la civilisation française, Bordeaux, François Renouard, 2003, (cours donnés à Pau en 1948), 114 p.
- Leçons sur l'unité et la civilisation française, Bordeaux, Confluences Sciences Po, 2008 (cours donnés à Bordeaux en 1936 et 1948)